# Tomáš Hanzel
Tomáš Hanzel (* 10. prosince 1975 Karviná) je český politik a elektrotechnik, v letech 2017–2021 poslanec Poslanecké sněmovny Parlamentu České republiky a od července 2018 její místopředseda, v letech 2008 až 2020 zastupitel Moravskoslezského kraje (z toho v letech 2008 až 2016 také radní kraje), v letech 2006 až 2018 primátor města Karviné, předtím v letech 2002 až 2006 náměstek primátora, člen SOCDEM.

## Život
V letech 1990 až 1994 vystudoval Střední elektrotechnickou školu v Ostravě.
Mezi roky 1994 a 1996 pracoval jako elektrotechnik ve firmě Jäkl Karviná a v letech 1996 až 2002 jako obchodní ředitel ve společnosti IGC. Od roku 2000 pak podnikal.
Vzhledem ke svým městským a krajským funkcím byl či je členem statutárních orgánů mnoha firem, například se jedná o Technické služby Karviná (1999 až 2007), Lázně Darkov (2007 až 2010), MFK OKD Karviná (2007 až 2012), UnikaCentrum (2008 až 2011), KIC Odpady (od 2010), ČSAD Karviná (od 2011) či Nadační fond Medicus (od 2012).
Tomáš Hanzel je ženatý. Žije v karvinské městské části Hranice.

## Politické působení
V roce 1998 se stal členem České strany sociálně demokratické (od roku 2023 Sociální demokracie), za niž byl v komunálních volbách v roce 1998 zvolen do Zastupitelstva města Karviné. Ve volebním období 1998 až 2002 byl předsedou klubu zastupitelů za ČSSD. Mandát zastupitele města obhájil v komunálních volbách v roce 2002 a následně se stal náměstkem primátora pro strategické plánování, rozvoj města, průmyslovou zónu Nové pole a bytovou otázku.
Také v komunálních volbách v roce 2006 obhájil post zastupitele města, když vedl kandidátku ČSSD. Strana sice ve městě skončila na druhém místě za KSČM, uzavřela ale koalici se třetí ODS a Tomáš Hanzel byl dne 1. listopadu 2006 zvolen primátorem statutárního města Karviné. V komunálních volbách v roce 2010 opět vedl kandidátku ČSSD a opět obhájil mandát zastupitele města. I vzhledem k zisku nadpoloviční většiny křesel byl dne 2. listopadu 2010 zvolen primátorem města pro své druhé funkční období.
Rovněž v komunálních volbách v roce 2014 byl lídrem ČSSD a obhájil mandát zastupitele. Strana volby ve městě vyhrála, vytvořila koalici se třetí KSČM a Tomáš Hanzel byl dne 4. listopadu 2014 zvolen primátorem statutárního města Karviné již pro své třetí funkční období.
V rámci ČSSD působil jako předseda Městského výkonného výboru ČSSD Karviná a je místopředsedou Krajského výkonného výboru ČSSD Moravskoslezského kraje. Byl také asistentem poslance ČSSD Ladislava Šincla.
V krajských volbách v roce 2008 byl za ČSSD zvolen zastupitelem Moravskoslezského kraje. Následně se stal radním kraje i členem Výboru Regionální rady Regionu soudržnosti Moravskoslezsko. V krajských volbách v roce 2012 pozici krajského zastupitele obhájil. Opět se stal i radním kraje a členem Výboru Regionální rady Regionu soudržnosti Moravskoslezsko, navíc též členem výboru zahraničního. Také v krajských volbách v roce 2016 mandát krajského zastupitele obhájil, skončil však v pozici radního kraje. V krajských volbách v roce 2020 již nekandidoval.
Ve volbách do Poslanecké sněmovny PČR v roce 2013 kandidoval za ČSSD na 32. místě kandidátky v Moravskoslezském kraji, ale neuspěl. Poslancem byl zvolen až ve volbách do Pospanecké sněmovny PČR v roce 2017, a to ze druhého místa kandidátky ČSSD v Moravskoslezském kraji.
Vzhledem k zisku mandátu poslance se rozhodl v lednu 2018 rezignovat na post primátora Karviné, vystřídal jej Jan Wolf. V komunálních volbách v říjnu 2018 pak neobhajoval ani mandát zastupitele města. Dne 10. července 2018 byl zvolen novým místopředsedou Poslanecké sněmovny PČR, jakožto jediný kandidát získal 100 hlasů od 174 hlasujících poslanců (ke zvolení bylo nutných 88 hlasů). Ve funkci nahradil předsedu ČSSD Jana Hamáčka, který se stal ministrem vnitra ČR a musel místo uvolnit.
Ve volbách do Poslanecké sněmovny PČR v roce 2021 kandidoval na 2. místě kandidátky ČSSD v Moravskoslezském kraji, strana se však do Poslanecké sněmovny nedostala.